# Древнепольский язык
Древнепо́льский язы́к (старопольский язык, пол. język staropolski) — название начального периода в развитии польского языка, определяемого временными рамками от момента обособления польского языка из пралехитского диалекта до начала XVI века (начала среднепольского периода) или (без включения в древнепольский период дописьменной эпохи) с 1136 года, времени появления «Гнезненской буллы» (пол. Bulla protekcyjna) — письменного памятника с польскими глоссами, до начала XVI века. Конец древнепольского периода определяется становлением на базе культурного диалекта литературного польского языка.
Древнепольский язык характеризуется такими фонетическими явлениями и процессами, как: лехитская перегласовка; вокализация сонантов r̥, ŕ̥ и l̥, l̥’; падение редуцированных; возникновение заместительной долготы у некоторых гласных после утраты слабых редуцированных; выпадение интервокального j и стяжение гласных; утрата противопоставления гласных фонем по долготе-краткости; совпадение общеславянских носовых *ǫ и *ę в одном гласном с последующим развитием его в носовые ǫ и ę; установление вместо общеславянского подвижного ударения сначала инициального (на первом слоге), а затем парокситонического (на предпоследнем слоге); переход палатализованных переднеязычных согласных s’, z’, t’, d’ в среднеязычные палатальные шипящие и т. д. Для морфологической системы древнепольского языка характерны: формирование новой, построенной по родовому признаку системы склонения существительных: мужского, женского и среднего типов; утрата простых форм прошедших времён, имперфекта и аориста; вытеснение кратких именных форм прилагательных и причастий полными (местоименными); развитие из форм перфекта новых форм прошедшего времени и т. д. Основное влияние на лексику древнепольского оказывали латинский, чешский и немецкий языки.
Источниками для изучения древнепольского языка в дописьменную эпоху являются данные сравнительно-исторической грамматики славянских языков, материал польских диалектов и несколько памятников письменности с польскими глоссами; источники письменной эпохи — многочисленные памятники латинского языка с польскими глоссами и памятники, созданные только на польском языке: «Свентокшиские проповеди» (пол. Kazania świętokrzyskie), «Флорианская псалтырь» (пол. Psałterz floriański), «Богородица» (пол. Bogurodzica), «Шарошпатацкая Библия» (пол. Biblia szaroszpatacka) и многие другие.
Древнепольский язык был распространён главным образом на территории современной Польши: в раннюю эпоху своего существования — в польских племенных княжествах, позднее — в Польском королевстве.

## Периодизация истории польского языка
Этапы развития польского языка в существующих периодизациях его истории у различных исследователей рассматриваются зачастую по-разному. Авторами работ по истории польского языка, как правило, выделяется разное число исторических периодов развития языка, длительность этих периодов также нередко определяется неодинаково. В одних периодизациях понятие «древнепольский язык» охватывает дописьменную и письменную эпохи (З. Клеменсевич), в других — дописьменный период рассматривается отдельно от древнепольского периода (С. Слонский), различной также определяется длительность дописьменного и письменного древнепольских периодов.

### Дописьменный период

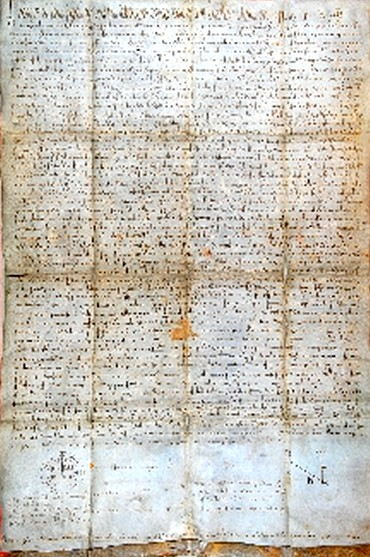
«Гнезненская булла»
(Bulla protekcyjna)
(1136 год)

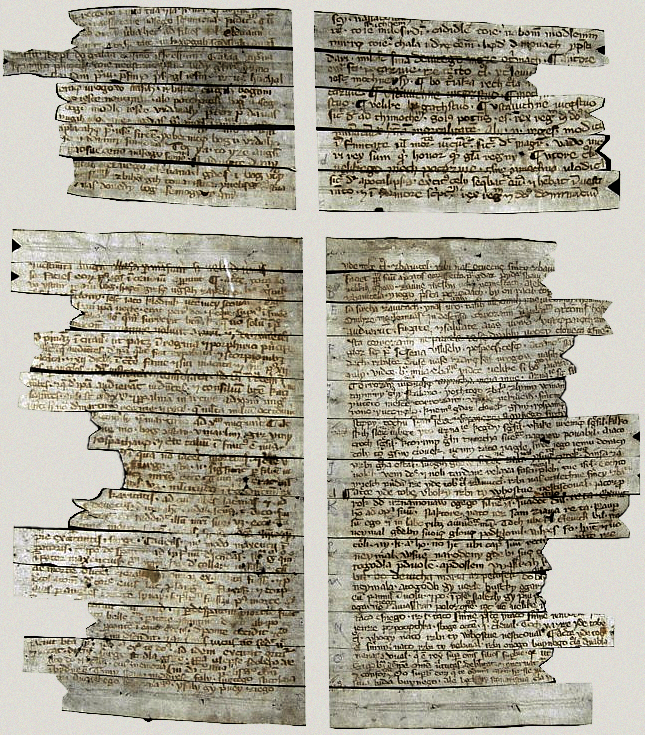
«Свентокшиские проповеди» (Kazania świętokrzyskie) (XIV век)

В большинстве периодизаций истории польского языка дописьменный период определяется временем от обособления польского языка из праславянского (по мнению С. Урбанчика, начало польского как отдельного славянского языка восходит к рубежу IX и X веков) до 1136 года, когда появился первый литературный памятник с польскими глоссами — протекторная булла папы Римского Иннокентия II, выданная гнезненскому архиепископу Якубу из Жнина (пол. Bulla protekcyjna) — на латинском языке (включающая около 410 польских слов — личных имён и географических названий). В периодизации С. Слонского дописьменный период длится до начала XIV века, времени появления первых памятников на польском языке. Дописьменный период он разделил на два этапа, первый — до конца XI века с отсутствием памятников письменности — и второй — в XII—XIII веках, когда появились памятники письменности на латинском языке с польскими глоссами.
Памятники с польскими глоссами известны и ранее появления буллы 1136 года, к ним относятся хроника Географа Баварского (IX век), в которой упоминаются названия польских племён, и хроника Титмара (X—XI века) с названиями польских племён, городов и рек. Помимо письменных памятников источниками для изучения дописьменного периода являются языковые явления польских диалектов и других славянских языков.

### Древнепольский период
Собственно древнепольский (старопольский) период (или письменный период древнепольского языка) охватывает время с 1136 года до начала XVI века. С. Слонский в этом отрезке времени выделяет второй дописьменный период в XII—XIII веках с письменными памятниками на латинском языке с польскими глоссами и первый период письменной эпохи с начала XIV века до середины XVI века с появлением письменных памятников на польском языке и формированием польского литературного языка. Я. Розвадовский определял временные рамки древнепольского периода с 1100 года до конца XV века (до утраты в польском языке долготы-краткости гласных), подобная периодизация, устанавливаемая на основе процесса фонетических изменений, была предложена также З. Штибером. В указанную эпоху П. Зволинский выделял три исторических периода: первый (X—XII века) с появлением латинских памятников с польскими глоссами; второй (XIII — середина XV века) с появлением первых памятников на польском языке; третий (середина XV — середина XVI века) со вторым чешским влиянием и начальным периодом формирования литературного польского языка. Границей между древнепольским и среднепольским периодами, которую почти все исследователи истории польского языка определяют началом — серединой XVI века, является как значительное грамматико-структурное преобразование языка, так и важнейшие изменения в характере его функционирования: развитие книгопечатания, проникновение польского языка во все сферы письменно-литературного использования, занятые в то время латинским языком, становление разнообразной по стилям и жанрам оригинальной польской письменности.
Древнепольский период известен по различным грамотам, летописям, хроникам, надгробным надписям и прочим памятникам письменности. Данный период истории польского языка охватывает памятники на латинском языке с отдельными польскими глоссами (имена собственные, географические названия и другое), включая «Генрикову книгу» (пол. Księga henrykowska) XIII века, содержащую предложение, считающееся самым первым записанным предложением по-польски; а также памятники на польском языке, главным образом религиозного содержания — Библию и её части, жития святых, различные молитвы, религиозную поэзию и другое.
Самым древним написанным по-польски религиозным памятником являются «Свентокшиские проповеди» (пол. Kazania świętokrzyskie) XIV века.
К светским памятникам (число которых намного меньше религиозных) относят судебные хроники, своды статутов, различного рода поэзию, переводы латинских документов, словари, письма и другое.

## Памятники

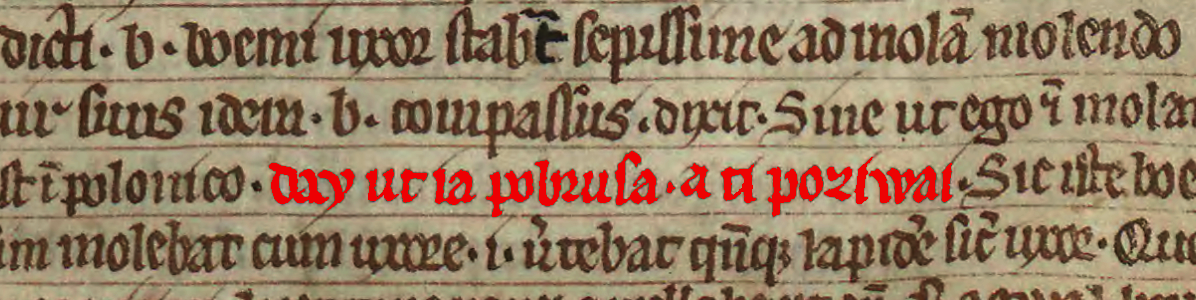
Предложение, написанное по-польски,
в «Генриковой книге» (Księga henrykowska)
(XIII век)

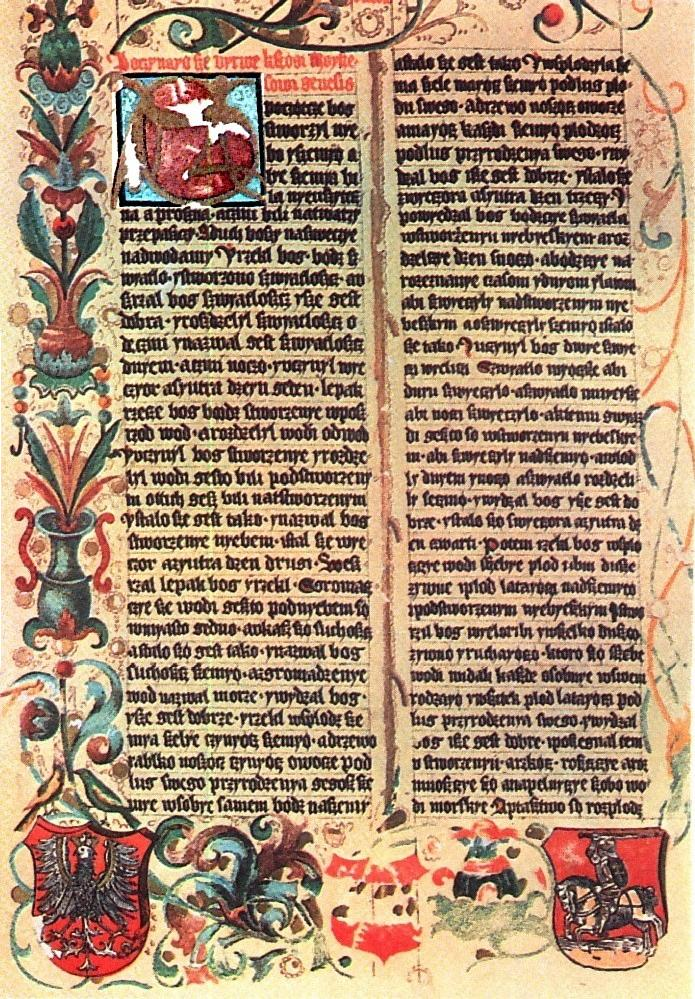
Страница из «Библии королевы Софьи»
(Biblia szaroszpatacka) (1455 год)

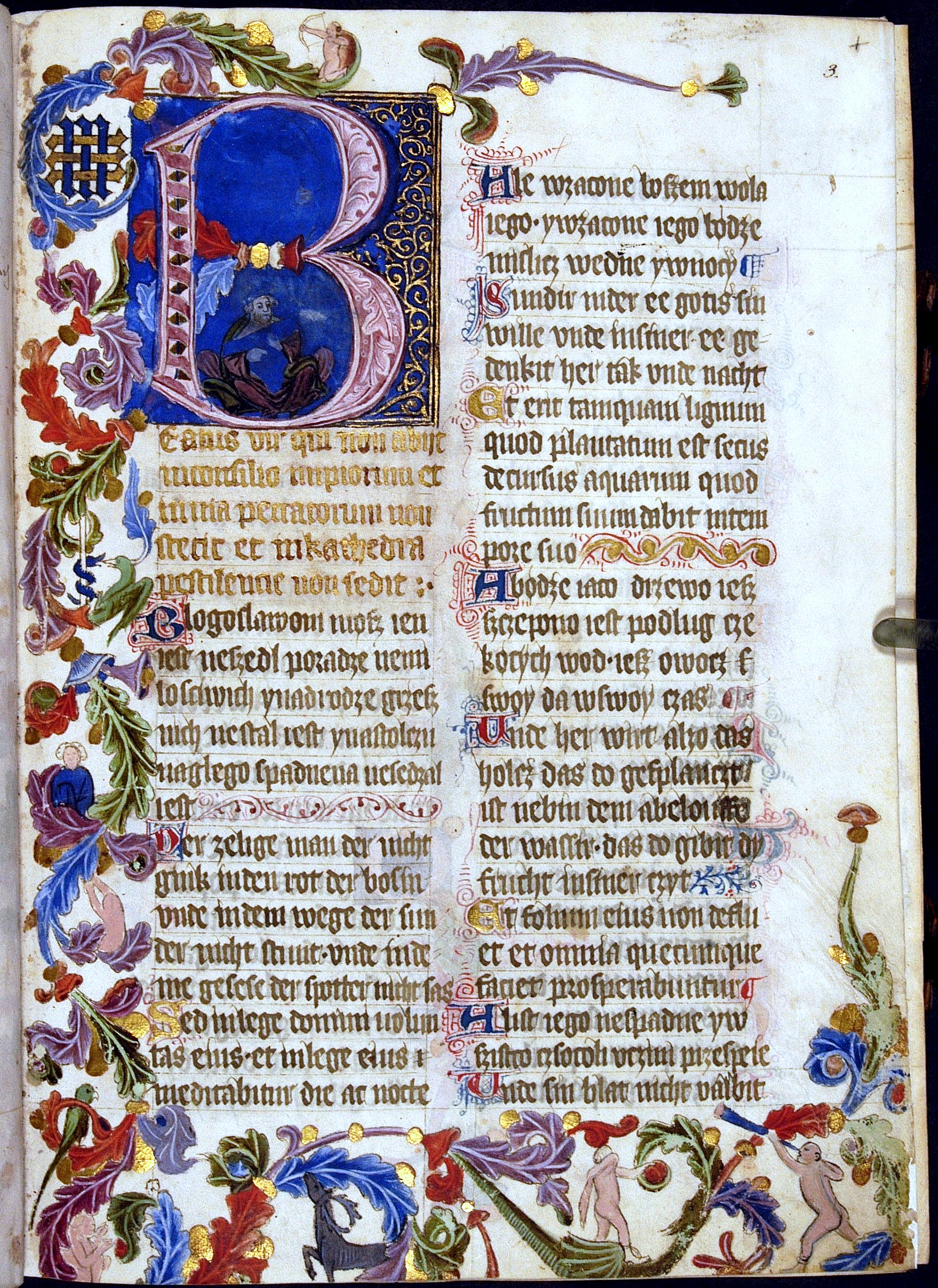
Страница из «Флорианской псалтыри»
(Psałterz floriański)
(конец XIV века)

Памятники на латинском языке с отдельными польскими глоссами:
- «Баварский Географ» середины IX века — перечислены названия некоторых польских племён;
- «Хроника Титмара Мерзебургского» рубежа X и XI веков — содержит польские географические названия и имена собственные;
- «Dagome iudex» XI—XII веков — копия утраченного оригинала конца X века, содержит польские географические названия и имена собственные;
- «Гнезненская булла» 1136 года;
- «Вроцлавская булла» 1155 года — содержит около 80 личных имён и географических названий;
- «Хроника Галла Анонима» XII века, список XIV века;
- «Хроника Винцентия Кадлубека» XII века, копия XIII—XIV веков;
- «Тшебницкий привилей» (пол. Przywilej trzebnicki) 1204 года — содержит около 230 личных имён;
- «Генрикова книга» (пол. Księga henrykowska) около 1270 года — содержит первое предложение, записанное по-польски;
- Liber fraternitatis Lubinensis;
- «Некролог премонстратов».

Памятники на польском языке:
- «Свентокшиские проповеди» (пол. Kazania świętokrzyskie) — сохранились в рукописи середины XIV века — древнейший памятник польского языка;
- «Флорианская псалтырь» (пол. Psałterz floriański) конца XIV века;
- Судебные записи (пол. roty sądowe, roty przysiąg sądowych) с конца XIV века — хорошо сохранили разговорный язык и бытовую лексику той эпохи;
- «Житие св. Блажея» (пол. Żywot świętego Błażeja) XV века;
- «Гнезненские проповеди» (пол. Kazania gnieźnieńskie) конца XIV — начала XV века — смешанный польско-латинский памятник;
- Религиозная песня «Богородица» (пол. Bogurodzica) (самая ранняя запись песни относится к XV веку) — первый поэтический памятник польского языка;
- «Библия королевы Софьи», или «Шарошпатацкая библия» (пол. Biblia królowej Zofii, или Biblia szaroszpatacka) 1455 года — первый польский перевод Библии;
- «Легенда о св. Дороте» (пол. Legenda o świętej Dorocie) начала XV века;
- «Легенда о св. Алексее» (пол. Legenda o świętym Aleksym) — рифмованный памятник середины XV века, отражающий черты мазовецкого диалекта;
- «Легенда о св. Станиславе» (пол. Legenda o świętym Stanisławie);
- «Разговор магистра Поликарпа со смертью» (пол. Rozmowa mistrza Polikarpa ze śmiercią) — рифмованный памятник, записанный в 1463 году, отражающий черты мазовецкого диалекта;
- Жалоба умирающего (пол. Skarga umierającego) второй половины XV века;
- Песнь сандомирянина (пол. Pieśń Sandomierzanina) конца XV века;
- Liber formularum et epistolarum XV века — содержит первый образец письма, написанный от имени женщины;
- Мария, пречистая дева (пол. Maryja czysta dziewice) XIV века;
- Сетования Богородицы под крестом (пол. Żale Matki Boskiej pod krzyżem, Posłuchajcie bracia miła) конца XV века;
- Христос воскрес (пол. Krystus z martwych wstał je) XIV века;
- Твои святые воскресят (пол. Przez Twe święte z martwych wstanie) XIV века;
- Иисус Христос, богочеловек (пол. Jezus Krystus Bóg człowiek) начала XV века;
- Славься, Царь небесный (пол. Zdrów bądź, Królu niebieski) начала XV века;
- Творчество Владислава из Гельново под Опочно (пол. Władysław z Gielniowa pod Opocznem) — около 1440—1505 годов:
  - Иисуса Иуда предал (пол. Jezusa Judasz przedał);
  - Ангелы уже веселятся (пол. Już się anieli wiesielą);
  - Когда правил Август (пол. Augustus kiedy królował);

- Молитвы:
  - Отче наш (пол. Ojcze nasz);
  - Аве Мария (пол. Zdrowaś Maryjo);
  - Верую (пол. Wierzę);
  - Confiteor (пол. Spowiedź powszechna);

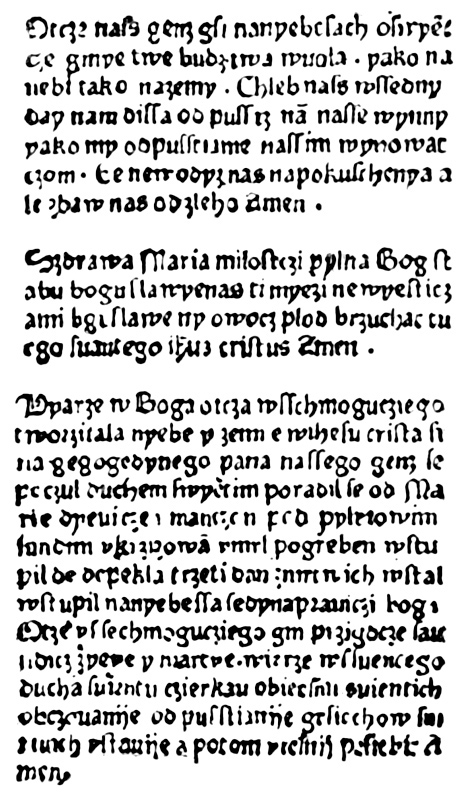
Молитвы Ojcze nasz, Zdrowaś Mario и Wierzę w Boga — первая печатная страница на польском языке (1475 год)

- «Пулавская псалтырь» (пол. Psałterz puławski) конца XV века, отражающая черты малопольского диалекта;
- «Книжечка Навойки» (пол. Książeczka Nawojki, Modlitewnik Nawojki) — молитвенник конца XV века;
- Часослов Вацлава (пол. Godzinki Wacława) — молитвенник;
- Проповедь на день всех святых (пол. Kazanie na dzień Wszech Świętych) середины XV века;
- Августинианские проповеди (пол. Kazania augustiańskie) рубежа XV и XVI веков;
- Проповеди о пречистой деве Марии (пол. Kazania o Maryi Pannie czystej) начала XVI века;
- «Песнь об убийстве Анджея Тенчинского» (пол. O zabiciu Andrzeja Tęczyńskiego) конца XV века;
- Апокрифы:
  - «Пшемыское размышление» (пол. Rozmyślanie przemyskie) XV века (сохранилось в рукописи XVI века), отражающее черты северных малопольских говоров;
  - Письмо Лентула в римский Сенат (пол. List Lentulusa do Senatu rzymskiego) середины XV века;
  - Приговор Пилат (пол. Wyrok Pilata) рубежа XV и XVI веков;
  - Весть благая о муке Христовой (пол. Sprawa chędoga o męce Pana Chrystusowej);
  - Евангелие от Никодима (пол. Ewangelia Nikodema);
  - История трёх волхвов (пол. Historia trzech króli);
- «Кодекс Свентослава» (пол. Kodeks Świętosławów) — свод статутов XV века;
- «Кодекс Дзялынских» (пол. Kodeks Działyńskich) около 1466 года;
- «Кодекс Страдомского» XV — начала XVI века;
- Перевод с латинского романа об Александре Великом (лат. Alexander de proeliis, пол. Historyja Aleksandra Wielkiego) 1510 года, выполненный Леонардом из Бунчи;
- Магдебургские местные нормы (пол. Ortyle magdeburskie) — перевод с немецкого;
- Дневники янычара (пол. Pamiętniki janczra, Kronika turecka) — перевод с сербского;
- Гуситская песнь о Сигизмунде Люксембургском (пол. Pieśń husycka o królu Zygmuncie Luksemburczyku);
- Песнь о Виклефе (пол. Pieśń o Wiklefie);
- Стихотворение о хлебном столе (пол. Wiersz o chlebowym stole);
- Тридентский вокабуляр (пол. Wokabularz trydencki) — латинско-польский словарь 1424 года, около 500 слов;
- Трактат об орфографии (пол. Traktat o ortografii) Якуба Паркошовица;
- Сатира на ленивых крестьян (пол. Satyra na leniwych chłopów) середины XV века;
- Любовная поэзия:
  - Песнь о выборе жены (пол. Pieśń o wybieraniu żony);
  - Я давно посетил чужбину (пол. Dawnom zwiedził cudze strony);
  - Люби, милая, люби верно (пол. Miłuj, miła, miłuj wiernie);
  - Cantilena inhonesta.

## Диалекты

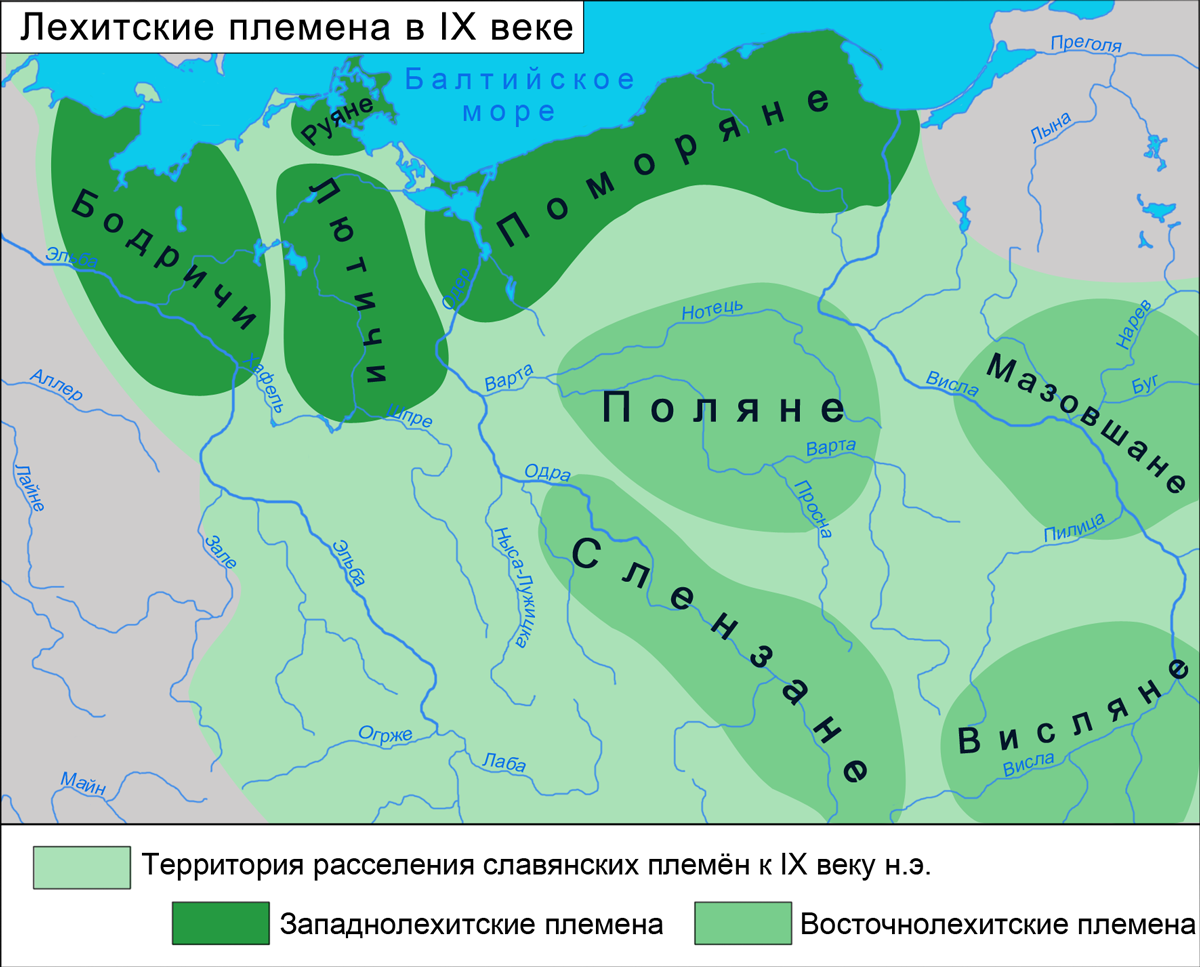
Карта расселения лехитских племён
в IX веке

Для древнепольского языка были характерны диалектные различия, известные ещё с эпохи формирования восточнолехитских племён: относительному языковому единству полян, вислян и сленжан противопоставлялся диалект мазовшан, выделявшийся такими древними изоглоссами, как наличие глухого типа сандхи и переход *l̥’ перед t, d, s, z, n, r, ł в oł. Ещё более обособленным от остальных был диалект западнолехитского племени поморян.
Основные фонетические процессы дописьменной и раннеписьменной эпохи древнепольского периода были осуществлены на польской языковой территории единообразно, большинство черт, характеризующих современные группы польских диалектов (великопольскую, малопольскую, мазовецкую и силезскую), сформировалось относительно поздно. В то же время некоторые говоры современных польских диалектов характеризуются рядом архаичных черт, существовавших в древнепольский период в литературном языке и позднее исчезнувших в нём. К данным диалектным чертам относятся такие, как инициальное ударение; фонетическая и фонологическая самостоятельность рефлексов бывших долгих гласных; сохранение вибранта ř; наличие нестяжённых форм в именах; сохранение реликтов двойственного числа; наличие притяжательных прилагательных; отсутствие согласовательной категории мужского лица и т. д.

## Историческая характеристика

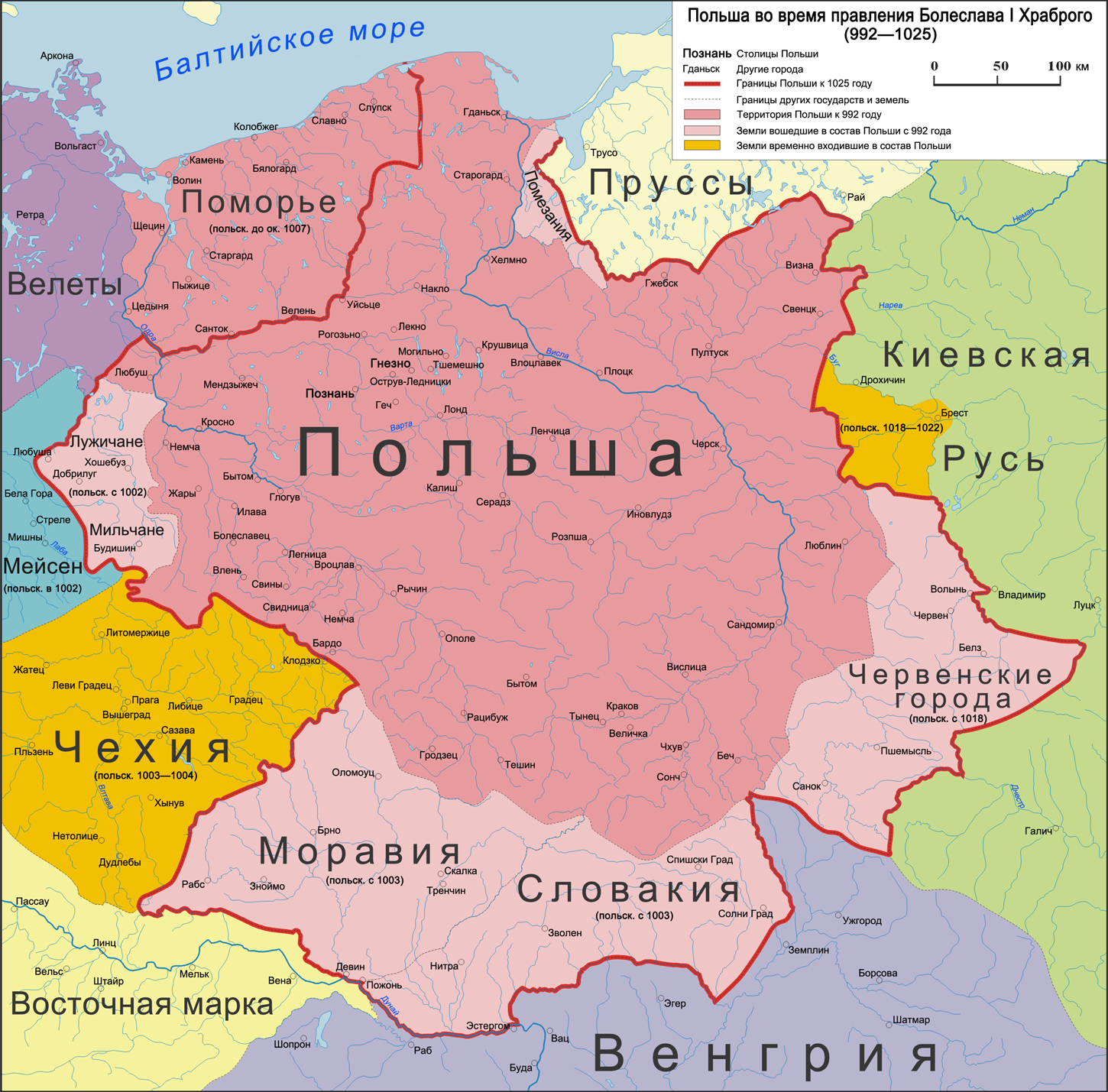
Польша в 992—1025 годах

Древнепольский период, помимо внутриязыковых изменений в фонологии, морфологии и лексике, характеризуется также рядом историко-культурных событий, повлиявших на развитие польского языка, начиная от обособления древнепольского из пралехитского диалекта праславянского языка и заканчивая формированием польского общенационального литературного языка к XVI веку.
Важнейшими событиями, способствовавшими формированию и дальнейшему развитию древнепольского языка, были образование единого польского государства в X веке (включившее племенные княжества полян, вислян, сленжан, мазовшан и поморян, возникшие на основе существовавших ранее племенных союзов) с центром в Великой Польше и принятие христианства в 966 году. Данные события привели к консолидации разноплеменного населения польских земель в единый народ и, как следствие, способствовали интеграции племенных диалектов и формированию общенародного культурного диалекта, ставшего позднее основой общенационального литературного языка, а также способствовали развитию письменности на польском языке.
В то же время принятие христианства, сыгравшее значительную роль при объединении Польши, привело к тому, что польский оказался под сильным влиянием латинского языка, который стал литературным языком поляков и сохранял этот статус на протяжении всего древнепольского периода. Длительное взаимодействие древнепольского с латинским языком нашло отражение в многочисленных латинских лексических заимствованиях. Помимо латинского значительным в древнепольский период было воздействие чешского языка, который служил не только посредником при заимствовании латинских и немецких слов, образцом калькирования, в том числе и синтаксического, но и эталоном кодификации.

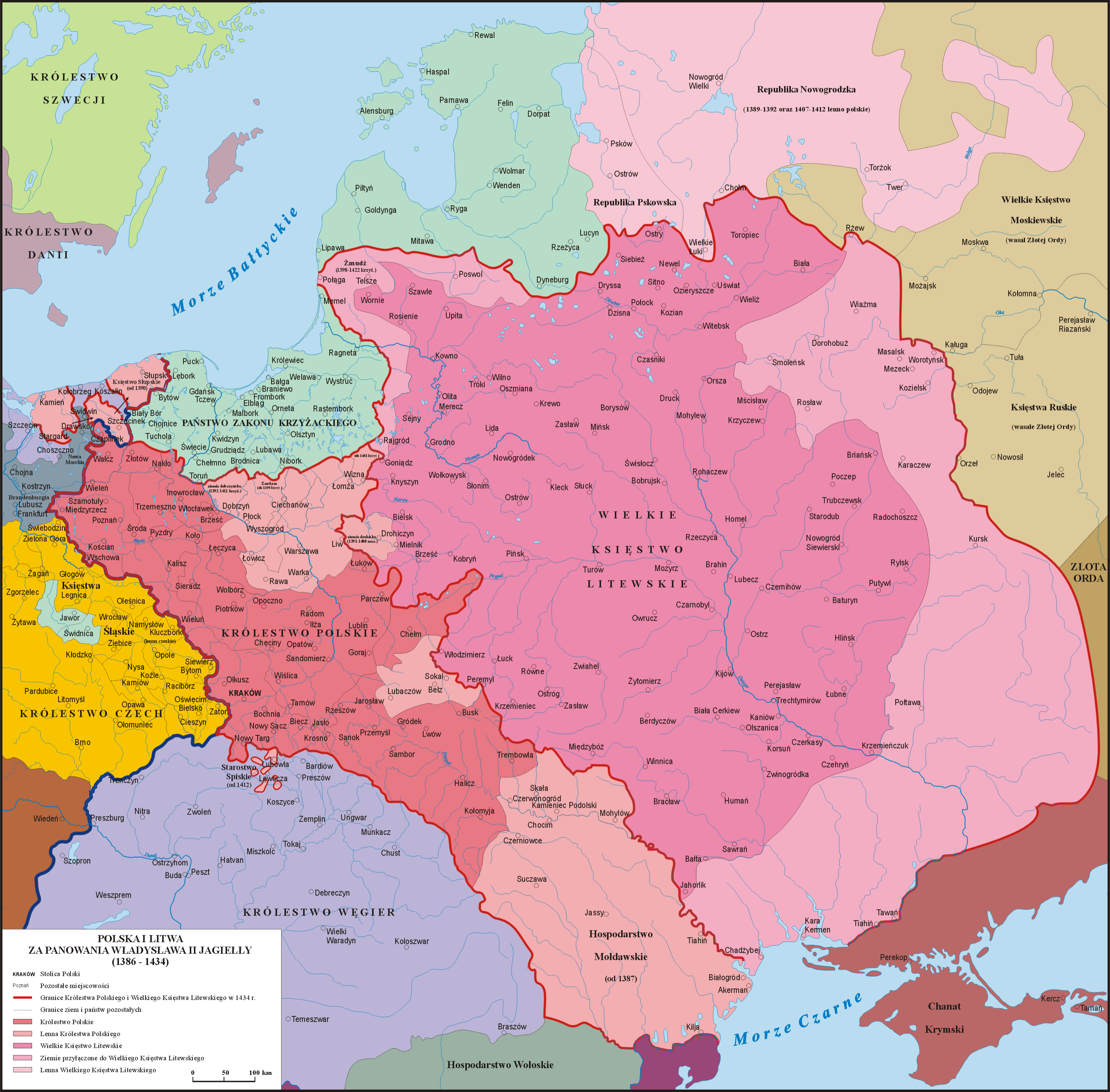
Польское королевство в 1386—1434 годах

В течение древнепольского периода отмечались такие события, отразившиеся на развитии польского языка и территории его распространения, как перенесение столицы Польши в Краков: первоначально развивавшийся на базе великопольских говоров, польский литературный язык попал в сферу влияния говоров малопольского диалекта; захват и колонизация немцами части западных и северных польских земель (Западное Поморье, Нижняя Силезия и другие), что привело к сокращению польского языкового ареала; развитие к XVI веку книгопечатания (в 1513 году появляется первая печатная польская книга — перевод средневекового молитвенника Hortulus animae), что способствует установлению общих языковых норм, унификации графики, базирующейся на латинском алфавите, формированию основы современной польской орфографии.
По мнению большинства исследователей истории польского языка, на позднем этапе древнепольского периода в XV—XVI веках происходит оформление литературно-языкового статуса польского языка, он начинает употребляться во всех сферах функционирования, присущих литературному языку: польский становится языком государственного делопроизводства, суда, школы (как вспомогательный язык при обучении древним языкам), становится языком художественной литературы (прозы и поэзии), политической, религиозной и философской публицистики.

## Графика и орфография

Знак для носового
звука

Графика древнепольских памятников письменности характеризуется непоследовательностью в употреблении буквенных знаков: в соответствии разным звукам возможно было использование одного и того же знака, и разными знаками мог передаваться один и тот же звук. Различают простой и сложный типы графики, применявшиеся в древнепольском языке. К памятникам письменности с простой графикой относят все латинские памятники XII—XIII веков с польскими глоссами, а также «Свентокшиские проповеди», к памятникам со сложной графикой относят памятники XIV—XV веков на польском языке.
В простом типе графики польские звуки переданы с помощью латинского алфавита без учёта того, что для польских мягких, носовых, шипящих и других звуков в данном алфавите не было соответствующих знаков. Один и тот же буквенный знак мог передавать несколько звуков: знак z, например, мог применяться для звуков [ś], [s], [z], [ź], [ž], [ʒ], [ʒ́], знак s — для звуков [s], [š], [z], [ž]; один и тот же звук мог передаваться несколькими знаками: звук [j] мог быть передан знаками g, i, j, y, звук [ʒ́] — знаками z и d, звук [č] — знаками c и ch и т. п. В памятниках с простой графикой также отсутствовало обозначение мягкости, использовались специальные знаки ʃ или удвоенный ʃʃ (для [ś], [š], [ž]) и ѻ, φ (в «Свентокшиских проповедях») для носового звука (в «Гнезненской булле» для носовых переднего и заднего ряда использовались сочетания гласных с n и m: am, an, em, en, редко um, un).
В сложном типе графики польские звуки, отсутствующие в латинском языке, передаются при помощи лигатур (сочетаний букв) — диграфов и триграфов. Так, например, для звука [ʒ] используется лигатурное обозначение dz, для [š] — sz, для [ř] — rz, для [х] — ch и т. д. Носовой гласный изображался обычно знаком ѻ. Нередко для обозначения долгих гласных использовалось удвоение знаков (aa, ee, yy, ѻѻ, ii, uu). При этом сохранялась непоследовательность при передаче звуков [i] и [y], в обозначении рядов ([s], [z], [c], [ʒ]) — ([š], [ž], [č], [ǯ]) — ([ś], [ź], [ć], [ʒ́]), в обозначении мягкости согласных, долготы гласных и прочем.
В XV — начале XIV века появляются первые орфографические трактаты, целью которых было нормализовать польскую графику: трактат ректора Краковского университета Якуба Паркошовица 1440 года и трактат С. Заборовского 1518 года, не оказавшие, впрочем, заметного влияния на развитие графики и орфографии польского языка. Преодоление непоследовательности польской графики связывается с появлением первых печатных произведений в типографиях Кракова с XVI века. Краковские печатники выработали графику, которая сохраняла традиционный способ обозначения, используемый в рукописных польских памятниках, одновременно вводя элементы диакритики для устранения непоследовательности графики предыдущего периода. В печатных изданиях типографий Кракова этого периода были заложены основы современной польской графики и орфографии (оформившейся окончательно после немногочисленных изменений в новопольский период).

## Лингвистическая характеристика

### Фонетика
История изменений звукового строя древнепольского языка характеризуется основной тенденцией — упрощением системы вокализма с постепенным подчинением её усложняющейся системе консонантизма.

#### Дописьменный период до XII века
Фонетика древнепольского дописьменного периода (до XII века):
- Лехитская перегласовка ’e > ’o, ’ě > ’a, ’ę > ’ąo, ŕ̥ > r̥, l̥’ > l̥ перед твёрдыми переднеязычными согласными.
- Утрата слоговости сонантами r̥, ŕ̥ и l̥, l̥’ и развитие на их месте сочетаний с гласными, завершившиеся к XII веку. В зависимости от согласного после сонанта произошли изменения: *ŕ̥ > ar; *r̥ > ar, *r̥ > ir, *r̥ > irz; *l̥’ > łu, *l̥’ > eł, ōł, *l̥’ > il; *l̥ > łu, *l̥ > eł, *l̥ > oł, uł.
- Общеславянское падение редуцированных к XI веку, вокализация их в сильной позиции (*sъ̥nъ̭ > sen «сон», *pь̥sъ̭ > pies «пёс, собака») и утрата — в слабой (*lěsъ̭ > las «лес»).
- Выпадение в существительных и прилагательных звука j в интервокальном положении (*rǫkojǫ > ręką «рукой», *obličьje > oblicze «лицо» и т. п.).
- Развитие заместительной долготы после утраты слабых редуцированных: *rogъ̭ > rōg (совр. пол. róg, «угол, рог»), *vozъ̭ > vōz (совр. пол. wóz, «повозка, воз») и т. п.
- Противопоставление гласных фонем по долготе-краткости.
- Наличие носовых гласных заднего и переднего ряда ą̄, ą̆, ę̄, ę̆.
- Сокращение числа гласных фонем. К XII веку из 20 гласных (древнепольская система гласных в VIII—IX веках совпадала с позднепраславянской системой из 20 фонем) осталось 14 вследствие вокализации редуцированных в сильной позиции и утраты их в слабой, совпадения i и y в одной фонеме в результате развития категории твёрдости-мягкости и вследствие изменений ě в ’a и ’e.
- Развитие фонематической категории твёрдости-мягкости, как и в других славянских языках, после утраты редуцированных в слабой позиции.
- Смягчение k, g перед i (из *y).

#### Период XII—XIII веков
Фонетика древнепольского письменного периода (XII—XIII века):
- Совпадение во второй половине XIII века носовых гласных заднего и переднего ряда ą̄, ą̆, ę̄, ę̆ в долгом ą̄ и кратком ą̆[32].
- Изменение древнепольских групп ir/yr в er.
- Подвижное ударение, сохранявшееся ещё в XIII веке, преобразуется в инициальное (на начальном слоге), как в чешском, словацком и лужицких языках, к XIV веку[33].
- Переход в XII—XIII веках мягких t’ и d’ в среднеязычные аффрикаты: t’ > ć, d’ > ʒ́; а также переход мягких s’ и z’ в среднеязычные ś и ź.
- Развитие шипящего призвука у *r’: *r’ > r' š', *r’ > r' ž' (ř’).
- Увеличение числа согласных фонем в связи с появлением в XII—XIII веках фонем f, f’ в результате оглушения v, v’.

#### Период XIV — начала XVI века
Фонетика древнепольского письменного периода (XIV — начало XVI века):
- Начало с XV века длительного процесса преобразования инициального ударения в парокситоническое (на предпоследнем слоге). Такое преобразование, возможно, было связано с возникновением в многосложных словах побочного ударения на предпоследнем слоге, которое со временем стало основным (поддерживаемое тем, что в двусложных и односложных словах основным было ударение на предпоследнем слоге).
- Выпадение в глаголах и местоимениях звука j в интервокальном положении (*bojati sę > bać się, «бояться», *stojati sę > stać się, «становиться» и т. п.).
- Продолжение процесса перехода ir > er, irz > erz.
- Утрата к XVI веку противопоставления гласных фонем по долготе-краткости. Вместо него сформировалось в некоторых случаях противопоставление чистых (пол. jasny) и суженных (пол. ścieśniony, pochylony) гласных (долгие гласные в древнепольском были узкими и высокими: ō произносилось как ȯ, ā — как å, ē — как ei или ey; при утрате долготы сужение в этих звуках стало их основным признаком), долгие и краткие i и u качественно не различались и слились в краткие фонемы i и u. Во времена Я. Паркошовица долгие гласные ещё существовали, а по свидетельству С. Заборовского, в 1514 году их уже не было[35].
- Утрата ко второй половине XV века долготы, как и у других гласных в этот период, носового ą̄, он был преобразован в ą̊ (с произношением, близким к a), краткий носовой ą̆ перешёл в ę.
- На рубеже XV и XVI веков отвердели согласные š, ž, č, ǯ, c, ʒ и, напротив, k и g смягчились перед y (после чего y изменилось в i) и e[36].
- Развитие так называемого «расщеплённого» произношения носовых гласных перед смычными согласными.
- Диссимиляция в группе ćc (из *tъ̭c) > jc во второй половине XV века.
- Увеличение частотности употребления согласных f, f’ в результате заимствований из немецкого и латинского языков, часто через посредничество чешского языка.

### Морфология
Хронологические границы изменений многих древнепольских грамматических явлений не прослеживаются до появления текстов на польском языке. Из немногих установленных морфологических изменений наиболее значительными, произошедшими в дописьменный период и в период появления памятников с польскими глоссами до XIV века, являются:
- Начало процесса перестройки именного склонения по родовому признаку.
- Утрата простых форм прошедших времён, имперфекта и аориста.

Для периода с XIV века, когда появились памятники письменности на польском языке, характерны следующие изменения в морфологии:
- Дальнейшее формирование новой, построенной по родовому признаку системы склонения существительных: мужского, женского и среднего типов.
- Постепенное вытеснение кратких именных форм прилагательных и причастий полными (местоименными).
- Развитие из форм перфекта новых форм прошедшего времени типа wyszedł jeśm > wyszedłem, рус. я вышел, przyszli jeśmy > przyszliśmy, рус. мы пришли и т. п.

### Лексика
Лексический состав древнепольского языка с точки зрения происхождения включал праславянский лексический фонд (в том числе слова праиндоевропейского происхождения и заимствования эпохи праславянского единства из готского, греческого, латинского языков, иранизмы), слова, общие для западнославянских языков, общие для языков лехитской подгруппы, собственно польские инновации, а также заимствования, проникавшие в польский из других языков (прежде всего латинского, чешского и немецкого) на всём протяжении данного исторического периода.

#### Праславянская лексика
К лексике праславянского фонда относятся слова, являющиеся до настоящего времени основными и наиболее употребительными в польском языке. В их составе:
- Существительные, обозначающие природные явления: deżdż (совр. пол. deszcz, «дождь»), śniég (совр. пол. śnieg, «снег»), cień («тень»), wiatr («ветер»), niebo («небо»), słońce («солнце»), woda («вода»), pole («поле»), rzéka (совр. пол. rzeka, «река»), żelazo («железо») и т. д.; 
 Темпоральные имена: dzień («день»), północ («полночь»), lato («лето») и т. д.; 
 Существительные, связанные с фауной: wilk («волк»), wrona («ворона»), krowa («корова»), pszczola («пчела») и т. д.; 
 Существительные, связанные с флорой: dąb («дуб»), sosna («сосна»), owies («овёс») и т. д.; 
 Названия частей тела: głowa («голова»), ręka («рука»), noga («нога»), oko («глаз») и т. д.; 
 Существительные, связанные с родством: ojciec («отец»), siostra («сестра»), wnęk (совр. пол. wnuk, «внук») и т. д.; 
 Названия лиц: wróg («враг»), sąsiad («сосед»), sługa («слуга») и т. д.; 
 Названия предметов и орудий труда: kosa («коса»), sierp («серп») и т. д.; 
 Названия строений и их частей: okno («окно»), ściana («стена») и т. д.; 
 Существительные, связанные с общественной жизнью: sąd («суд»), plemię («племя») и т. д.; 
 Военные термины: wojna («война»), miecz («меч») и т. д. 
 Кроме того, отдельную группу составляют существительные праславянского происхождения, обозначающие абстрактные понятия: rozum («разум»), wola («воля»), wiara («вера»), grzech («грех»), prawda («правда»), życie («жизнь»), imię («имя»), mądrość («мудрость»), moc («сила») и т. д.
- Прилагательные, обозначающие качества и свойства живых существ: młody («молодой»), stary («старый»), wysoki («высокий»), niski («низкий»), żywy («живой») и т. д.; 
 Прилагательные, обозначающие признаки и свойства предметов: mały («маленький»), wielki («большой»), lekki («лёгкий»), miękki («мягкий») и т. д.; 
Прилагательные, обозначающие цвета: biały («белый»), czarny («чёрный»), żółty («жёлтый») и т. д.; 
 Прилагательные, обозначающие психические свойства: dobry («хороший»), zły («плохой»), szczodry («щедрый») и т. д.
- Глаголы физического действия и состояния: siedzieć («сидеть»), spać («спать»), widzieć («видеть»), słyszeć («слышать»), pić («пить») и т. д.; 
 Глаголы физической деятельности: szyć («шить»), mleć («молоть»), pisać («писать»), uczyć («учить») и т. д.; 
 Глаголы психической деятельности: chcieć («хотеть»), myśleć («думать») и т. д.
- Небольшую часть праславянского фонда составляют числительные, местоимения, предлоги и союзы.

Частью праславянского фонда являются индоевропейские слова: mać («мать»), brat («брат»), byk («бык»), kość («кость»), wieźć («везти») и т. д., древние заимствования из готского: istba (совр. пол. izba, «комната»), książę («князь»), kupić («купить») и т. д., латинского и греческого языков: cesarz («император»), poganin («язычник») и т. д., иранизмы: patrzeć («смотреть») и другие.

#### Заимствования
Заимствования из латинского и чешского языков появляются в большом количестве в древнепольском языке после принятия поляками христианства, данная лексика была связана прежде всего с религиозной и научной терминологией. Заимствования проникали как непосредственно из латинского и чешского, так и через посредство других языков, главным образом через письменные источники:
- значительное число латинизмов проникло в польский из чешского языка, так как для польских переводчиков образцом религиозной литературы служили прежде всего чешские переводы с латинского: anioł («ангел»), ср. лат. angelus, pacierz («молитва»), ср. лат. Pater noster («Отче наш»), и т. д.;
- часть латинской лексики заимствовалась через немецкий язык;
- заимствования могли проходить через несколько языков — из латинского в итальянский, из итальянского в немецкий, из немецкого в чешский и уже из чешского в польский. Примерами сложного пути заимствования через немецкий и чешский языки могут быть следующие латинизмы: biskup («епископ»), kościół («церковь, костёл»), chrzest («крещение»), psałterz («псалтырь») и т. д.

Собственно богемизмы древнепольского периода: obywatel («гражданин»), własny («собственный»), władza («власть»), brama («ворота»), hańba («позор»), serce («сердце»), wahać się («колебаться»), czerwony («красный»), jedyny («единственный»), wesoły («весёлый») и т. д.
Латинизмы древнепольского периода (включая слова, попавшие в латинский из греческого, древнееврейского и других языков): cebula («лук»), kryształ («кристалл»), kancelaria («контора»), bakałarz («бакалавр»), kalendy («первое число месяца»), balsam («бальзам») и т. д.
В отличие от латинских и чешских заимствований, появлявшихся в польском языке прежде всего из книг, немецкие заимствования проникали непосредственно в ситуации устного языкового контакта многочисленных немецких переселенцев из Германии, заселявших западную Польшу и города, получившие магдебургское право, с поляками. Наиболее активно германизмы заимствовались в XIII—XV веках. Немецкие заимствования в основном относились:
- к бытовой сфере: talerz («тарелка»), zegar («часы»), kubeł («ведро»), szuflada («выдвижной ящик»), mila («миля»), fartuch («фартук»), szkoda («ущерб»), żart («шутка») и т. д.
- к сфере хозяйственно-экономической жизни, городского устройства и управления: ratusz («ратуша»), gmina («гмина (административно-территориальная единица)»), burmistrz («мэр»), cło («пошлина»), żołd («жалование»), jarmark («ярмарка»), rachować («считать»), waga («вес»), funt («фунт»), mistrz («мастер»), kształt («форма»), malarz («художник»), rymarz («шорник»), mur («стена»), cegła («кирпич»), filar («столб»), alkierz («альков»), plac («площадь»), rynsztok («канава»), szturm («штурм», «нападение»), maszt («мачта»), żagiel («парус») и т. д.